# Kunjah
Kunjah é uma cidade do Paquistão localizada na província de Punjab.